# Henri-Dominique Roszczewski
Henri-Dominique Roszczewski, né le 13 juillet 1844 à Chezal-Benoît et mort à Paris le 23 février 1931 est un peintre français.

## Biographie
Henri-Dominique Roszczewski est le fils de Jan Roszczewski (1803-1871), maître de musique et de Magdelaine Joséphine Hérault (1813-1902). Son frère Émile Rémy Roszczewski (1842-1884) est comptable en Algérie.
Élève d'Émile Maillard, il expose au Salon de 1868 à 1898.
En 1879, il épouse Berthe Loriot (1859-1913).
Il obtient une mention honorable en 1897.
Il meurt en 1931 à son domicile de la rue Vieille-du-Temple, à l'âge de 86 ans.

## Galerie

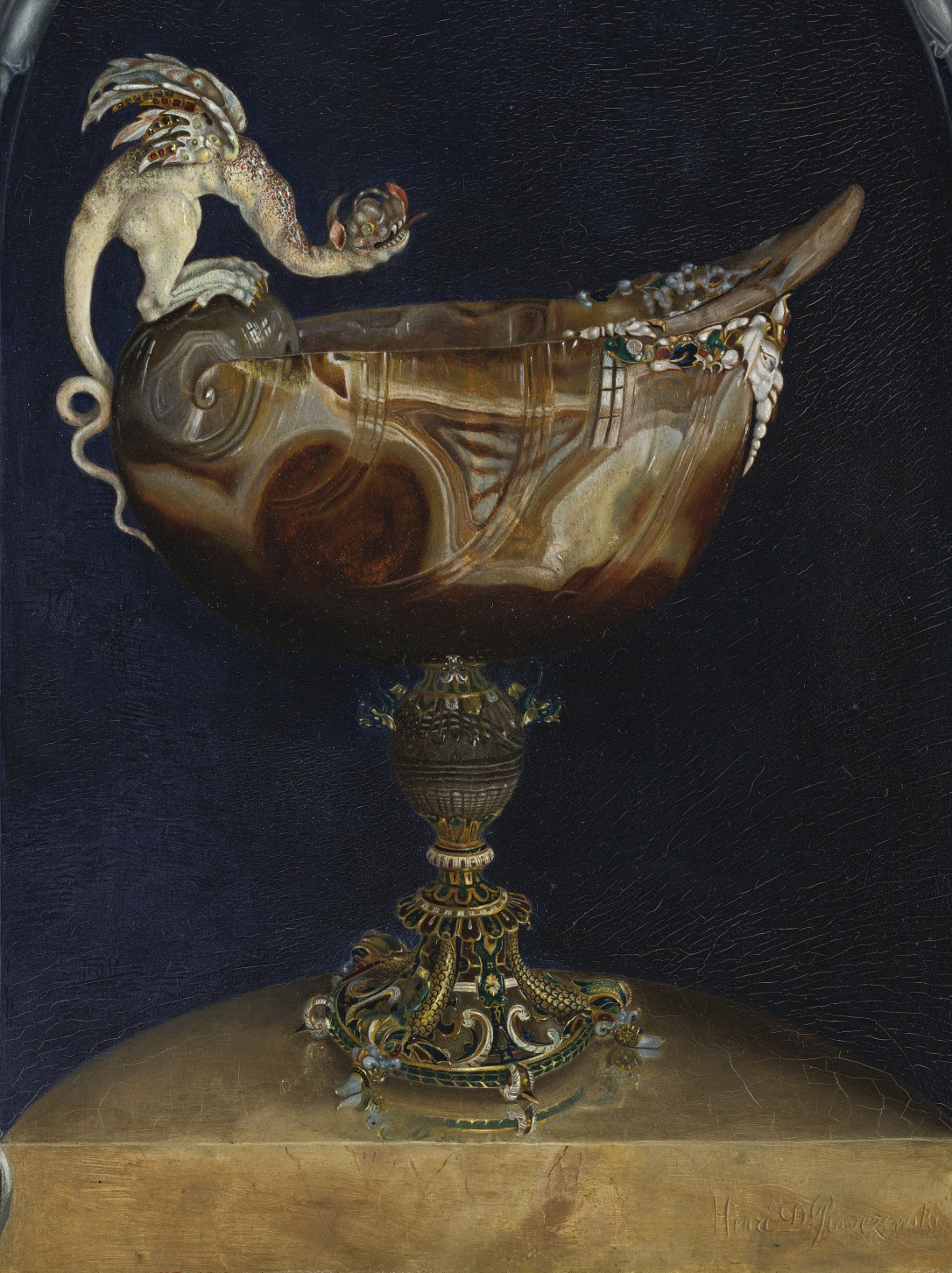
Vase de jaspe de Sicile ; aiguière d’agate

## Participation aux Salons parisiens
- Vase de jaspe de Sicile ; aiguière d’agate ; verre de cristal de roche, etc. ; XVIe siècle ; musée du Louvre, au salon de 1868
- Vase d’agathe ; XVIe siècle ; musée du Louvre, au salon de 1868
- Fleurs et bijoux, au salon de 1869
- Le miroir de la reine, au salon de 1870
- Le casque du maître, au salon de 1872
- Portrait de M. *, au salon de 1876
- Portrait d’homme, au salon de 1882
- Le Christ mort veillé par les anges, au salon de 1886
- Portrait de Mme *, au salon de 1886
- Portrait d'Inès, au salon de 1888, pastel
- Portrait de M. B., au salon de 1888, pastel
- Une lecture intéressante, au salon de 1894[5].
- La leçon de crochet, au salon de 1896
- Convoitise, au salon de 1898